# عين كسور
عين كسور هي قرية لبنانية من قرى قضاء عاليه في محافظة جبل لبنان.